# Cantalojas
Cantalojas és un municipi de la província de Guadalajara, a la comunitat autònoma de Castella-La Manxa.